# 羅星漢
羅星漢（1935年9月25日—2013年7月6日），緬甸商人和毒梟，果敢族。其在緬甸政府與果敢地方勢力的戰爭中親緬的人物，扮演「以果制果」的角色。之後成為商業大亨，與新加坡有經濟往來。

## 生平
罗星汉於1935年（農曆乙亥年）出生在果敢的大竹箐:481-482。其祖籍江西南昌，明朝将领后裔。幼年曾在大竹箐讀書啓蒙:481-482。1949年4月進入在果敢土司開辦的軍事學校──新城進修班學習，後來任職於果敢土司所屬的自衛隊，在聯防大隊中擔任小隊長:481-482。之後在驅逐國民黨殘留部隊馬雲成、陳玉寶部的戰鬥中立功，被提拔為中隊長，後又提任東山區聯防組長。1959年5月果敢廢除土司制度之後，羅星漢成為果敢話事人楊金秀的幕僚之一，負責掌握果敢-泰國公司煙幫的采購運銷。1963年楊金秀被緬甸政府逮捕，羅星漢連同其商隊也遭扣押。羅星漢宣誓效忠於緬甸政府。1964年2月，羅星漢組建果敢青年前進委員會，他及其部隊在臘戍接受軍訓。翌年在緬甸政府授意下率部前往滾弄，配合進攻果敢革命軍。革命軍首領楊振聲退入泰國，緬甸軍政府得以控制果敢。在緬甸政府軍佔領果敢之後，羅星漢奉命解散了前進委員會，其槍支彈藥亦被收繳:481-482。
同年7月，彭家聲領導果敢人民革命軍舉兵反抗，並得到原果敢革命軍的領導人楊振業、楊振勳的支持。羅星漢奉命重新組織果敢嘎戈也（或意譯「果敢自衛隊」），自任指揮官，配合緬甸政府軍進行鎮壓。1966年，羅星漢策動楊振業叛投自己，使實力得以壯大。1967年，彭家聲不敵，率部逃往中國:479-480。果敢的學校均收歸國有，推行緬文教育。奈温任命羅星漢為果敢地區的領導者，負責清剿共產黨游擊隊，同時給與他經營海洛英毒品生意的特許權。羅星漢成為了緬甸、寮國、泰國三國交界的大毒枭，美國總統尼克松曾稱他為「海洛英教父」。另一位大毒梟昆沙是罗星汉之后称雄金三角的人物。羅星漢與昆沙在金三角争鬥过，较量过，但後來成了好朋友。罗星汉说，昆沙投降不是他做的工作，是吴振良安排的，尽管昆沙曾给他打过电话。他曾帮助昆沙请中医看病。
1968年，彭家聲獲得中國的支援，反攻佔領果敢。羅星漢採行堅壁清野政策，強迫果敢人民遷往臘戍，焚燒果敢新街，逼使果敢人毀棄家園，約15,000人淪為難民，果敢人民在內戰中四處流亡。
因緬甸政府遭受來自國際反毒的壓力，且羅星漢的「果敢嘎戈也」部隊未解決緬共在北部山區割據的問題，緬甸政府下令解散嘎戈也，要求羅星漢停止經營毒品生意。羅星漢不從，決定組織部隊分批退入泰國萊島山。他率領一部進入泰國，統籌維繫鴉片商道暢通。在國際合作之下，羅星漢於7月在泰北的蠻通遭泰國警方誘捕。8月2日，他被引渡給緬甸，囚禁在仰光。緬甸政府最初判其死刑，後改判無期徒刑。其餘部依舊盤踞在泰緬邊境，1976年10月，其弟羅星明在泰國米窩成立撣邦革命委員會，以苗子寨為基地維持鴉片販運，1977年又遷居萊朗:481-482。
1980年，羅星漢在大赦中被釋放，前往東枝生活。同年10月羅星明率部向緬甸政府投誠，遷居臘戍。1981年1月，他被選舉為臘戍果敢文化會主席:481-482。
1992年，羅星漢與兒子羅秉忠運用販賣毒品賺來的錢，開設亞洲世界集團，從事貿易工作，因而成為得到巨額財富。其財富的具體規模尚不清楚，在一次採訪中，緬甸首富吳代扎表示，羅星漢的財富已超越自己。
2013年7月6日晚間10時30分，羅星漢因心臟衰竭於仰光住家病逝。
羅星漢的妻子张小菀是中國人，來自雲南耿馬傣族佤族自治縣。育有4子、4女及16個孫輩。